# Augusto Rocha Neto
Augusto da Rocha Neto, (Oeiras, 20 de abril de 1893 – Teresina, 16 de março de 1952) foi um agricultor e político brasileiro, outrora deputado estadual pelo Piauí.

## Dados biográficos
Filho de Adelmo da Silva Rocha e Nantilde Maria da Rocha. Membro do Conselho Deliberativo da Associação de Comércio, Indústria e Agricultura Oeirense (ASCOM), fundada em 1926. Prefeito de Oeiras entre março de 1936 e novembro de 1937, ingressou no PSD no final do Estado Novo. Em 1947, foi um dos três candidatos a suplente de senador na chapa de Mirócles Veras, mas não logrou êxito. Contudo, elegeu-se prefeito de sua cidade natal em 1948 e deputado estadual em 1950.
Falecido no curso do mandato, foi sucedido na Assembleia Legislativa do Piauí por Miguel Leão.